# Old Funeral
Old Funeral est un groupe de metal extrême norvégien, originaire de Bergen. Le groupe ne dure que cinq ans entre 1988 et 1992. Old Funeral se reforme brièvement en 2015 pour un concert au BlekkMetal.

## Biographie
Le groupe se forme en 1988, et devient l'une des premières formation de metal extrême en Norvège. Pendant son existence, le groupe publie plusieurs démos et EPs. En 1989, ils publient leur première démo The Fart that Should Not Be, suivie par Abduction of Limbs en 1990. La même année sort l'EP Devoured Carcass. Le groupe disparait en 1992, après la formation d'Immortal par Olve Eikemo et Harald Nævdal, tandis que Varg Vikernes se fait connaître en utilisant le nom de Count Grishnackh, et fonde son groupe solo Burzum. Old Funeral ne sera connu que par sa formation composée de membres importants de la scène black metal locale.
En 2013 sort la compilation Our Condolences (1988-1992), composée de 26 chansons du groupe. Elle est distribuée au label Soulseller Records.
En 2015, le groupe original se reforme temporairement le 15 novembre pour un concert au BlekkMetal à Bergen, avec Olve Eikemo (a.k.a. Abbath; ex-IMMORTAL) à la basse et au chant, Tore Bratseth à la guitare, et Padden à la batterie,. Il y joue la démo Abduction of Limbs dans son intégralité, considérée comme la première démo de metal jamais enregistrée aux légendaires Grieghallen Studios de Bergen. Il termine son apparition en jouant une reprise de la chanson Procreation of the Wicked de Celtic Frost.

## Membres

### Derniers membres
- Olve « Abbath Doom Occulta » Eikemo – basse, chant (1988-1990, 2015)[9].
- Jan Atle Åserød (Padden) – batterie, chant (1988-1992), batterie (2015)[1]
- Tore Bratseth – guitare (1988-1992, 2015)[1]

### Anciens membres
- Harald Nævdal – guitare (1988-1989)[1]
- Varg Vikernes – guitare (1989-1991)[1]
- Jørn Inge Tunsberg – guitare (1991-1992)[1]
- Thorlak – basse (1991-1992)[1]

## Discographie
- 1989 : The Fart that Should Not Be (démo)
- 1990 : Abduction of Limbs (démo, auto-production)
- 1990 : Devoured Carcass (EP)
- 1999 : The Older Ones (compilation)
- 2002 : Grim Reaping Norway (album live)
- 2013 : Our Condolences (1988-1992)